# Urena trichocarpa
Urena trichocarpa är en malvaväxtart som beskrevs av François Gagnepain. Urena trichocarpa ingår i släktet Urena och familjen malvaväxter. Inga underarter finns listade i Catalogue of Life.